# Oudot de Maclaurin
Oudot de Maclaurin (fl. XVIII secolo) è stato un architetto francese poco conosciuto, di cui sono sconosciuti i genitori, il nome, le date e i luoghi di nascita e morte, floruit 1765-1773.
L'Académie royale d'architecture lo chiama Monsieur Oudot, ma lui si firmava Demaclaurin. Per M. Lhuillier sarebbe stato il figlio naturale del matematico scozzese Colin Maclaurin.

## Biografia
Fu discepolo dell'architetto neoclassico François Dominique Barreau de Chefdeville.
Sembra che dal 1765, Oudot de Maclaurin avesse lavorato con Giovanni Niccolò Servandoni alla facciata della Chiesa di Saint-Sulpice. Dopo la morte di Servandoni, fece a gara con Pierre Patte per completare la facciata della chiesa. Il parroco di Saint-Sulpice, Du Lau d'Allemans, lo scelse per completare la costruzione della facciata con le sue due torri. Continuò la realizzazione seguendo i piani di Sevandoni ma modificando la coronatura e ritornò al primo progetto di facciata di Servandoni. Patte scrisse un libro di memorie nel 1767 per la Académie royale d'architecture. Questa scelse il frontone proposto da Patte e le torri di Oudot da Maclaurin. I lavori strutturali delle torri furono eseguiti tra il 1768 e il 1772. Scontento e criticato, dovette recedere dalla gestione del sito nel 1772 che fu rilevato dal 1776 da Jean-François Chalgrin.
Nel 1772 creò il portale del cimitero di Saint-Sulpice, rue du Petit-Bourbon. Questo portale venne molto ammirato. Fu inciso nel 1805 negli Annales du Musée de Landon. L'architetto Étienne-Hippolyte Godde realizzò una copia certificata per l'ingresso principale del Cimitero di Père-Lachaise.
Alla morte di Barreau de Chefdeville, nel 1765, l'intendente di Bordeaux, Robert Boutin, lo nominò per completare la costruzione della chiesa di Saint-Nicolas de Nérac. Quindi, lavorò alla chiesa di Saint-Sulpice, realizzando il progetto che fu eseguito dal direttore dei lavori Sauvageot.
Nel 1767, fu scelto dall'intendente di Piccardia (forse con l'appoggio del suocero di Robert Boutin, Jacques Bernard Chauvelin, intendente delle finanze che era stato intendente ad Amiens) per fare i progetti per la caserma Stengel, ex hotel delle guardie del corpo del re, ad Amiens. Questa caserma costruita per ospitare i 360 cavalli della compagnia lussemburghese fu costruita tra il 1768 e il 1773.
In una lettera conservata ad Amiens, indica che aveva lavorato, intorno al 1765, presso la chiesa di Saint-Louis-en-l'Île di Parigi. Si potrebbe quindi attribuirgli l'obelisco di questa chiesa, opera originale di cui non si conosce l'architetto.
Succedette a Barreau de Chefdeville come architetto di François Fontaine de Cramayel (1714-1779), agricoltore generale dal 1747 al 1771, sposato con Françoise Monique de la Borde. Il loro figlio, Jean-François Fontaine (1758-1826), marchese di Cramayel, barone dell'Impero fu introduttore di ambasciatori alla corte di Napoleone Bonaparte. Oudot de Maclaurin lavorò all'hotel Cramayel costruito su un terreno acquistato nel 1767, tra rue du Sentier, Saint-Fiacre e boulevard Poissonnière. A Cramayel, vicino a Melun, costruì un obelisco e un teatro, una vera e propria sala per spettacoli con tutti gli accessori, destinata ad aumentare il divertimento delle celebrazioni offerte, durante la stagione estiva, alla nobiltà circostante e ai suoi amici di Parigi, finanzieri e letterati, tra il 1768 e il 1772. Una grande e brillante società; tra gli altri personaggi parteciparono Marmontel Crébillon figlio, Bernardin de St Pierre, Cardinal de Bernis, Bouret de Croix Fontaine de Seine Port, Geoffroy de Montjoy de Bombon, e altri. Anche gli artisti della Comédie Française vi si esibirono. Se il castello fu distrutto nel 1824, l'obelisco è sopravvissuto. Era stato costruito in pietra di Créteil, alto 25 metri e sormontato da una sfera dorata. Il monumento che era costato ben 14.285 lire fu eretto nel 1767 a ricordo della felicità del signore e dei 20 anni di matrimonio come testimonia l'iscrizione incisa sulla base. :Template:Poem

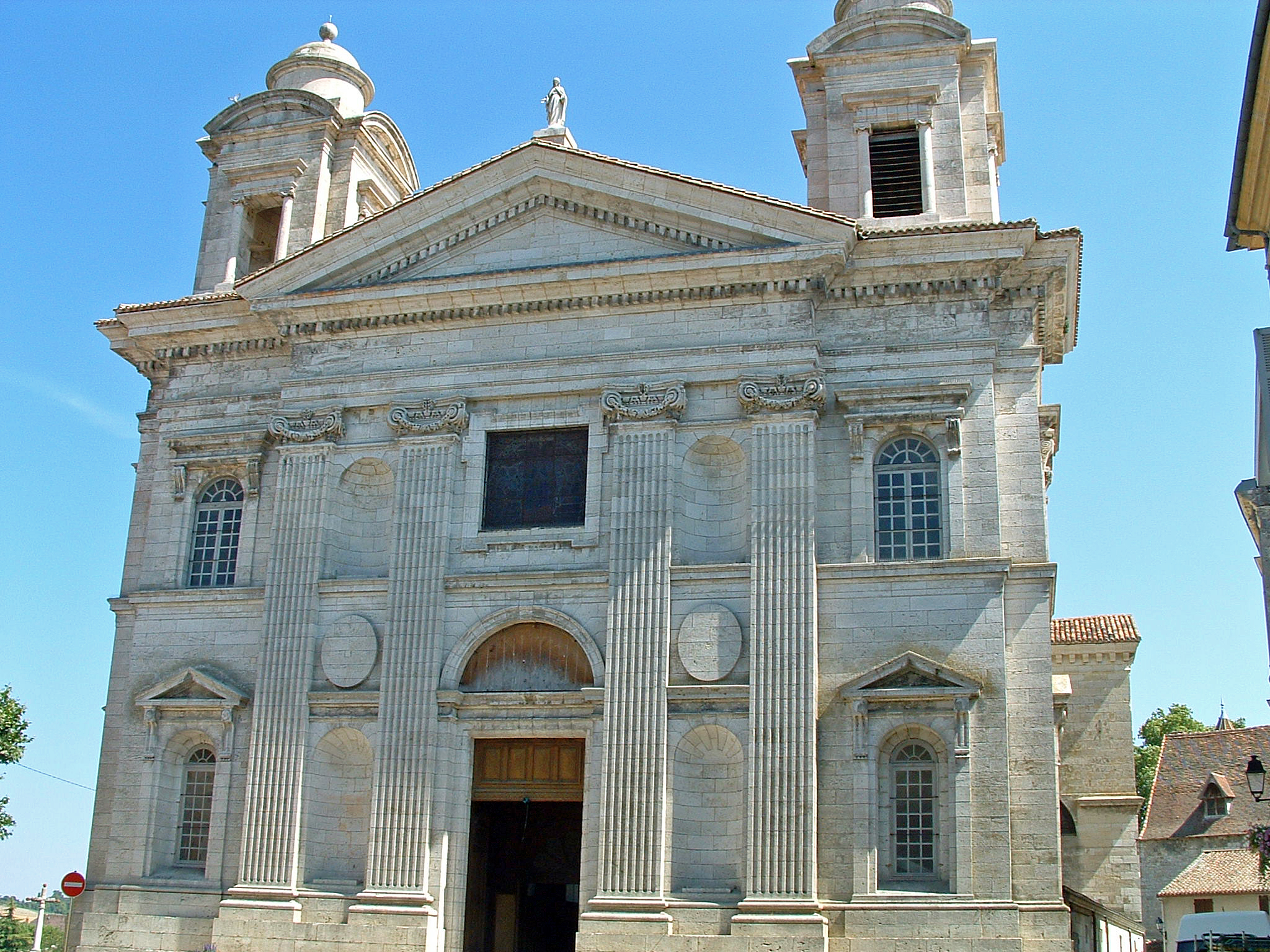
Chiesa di Saint-Nicolas, a Nérac
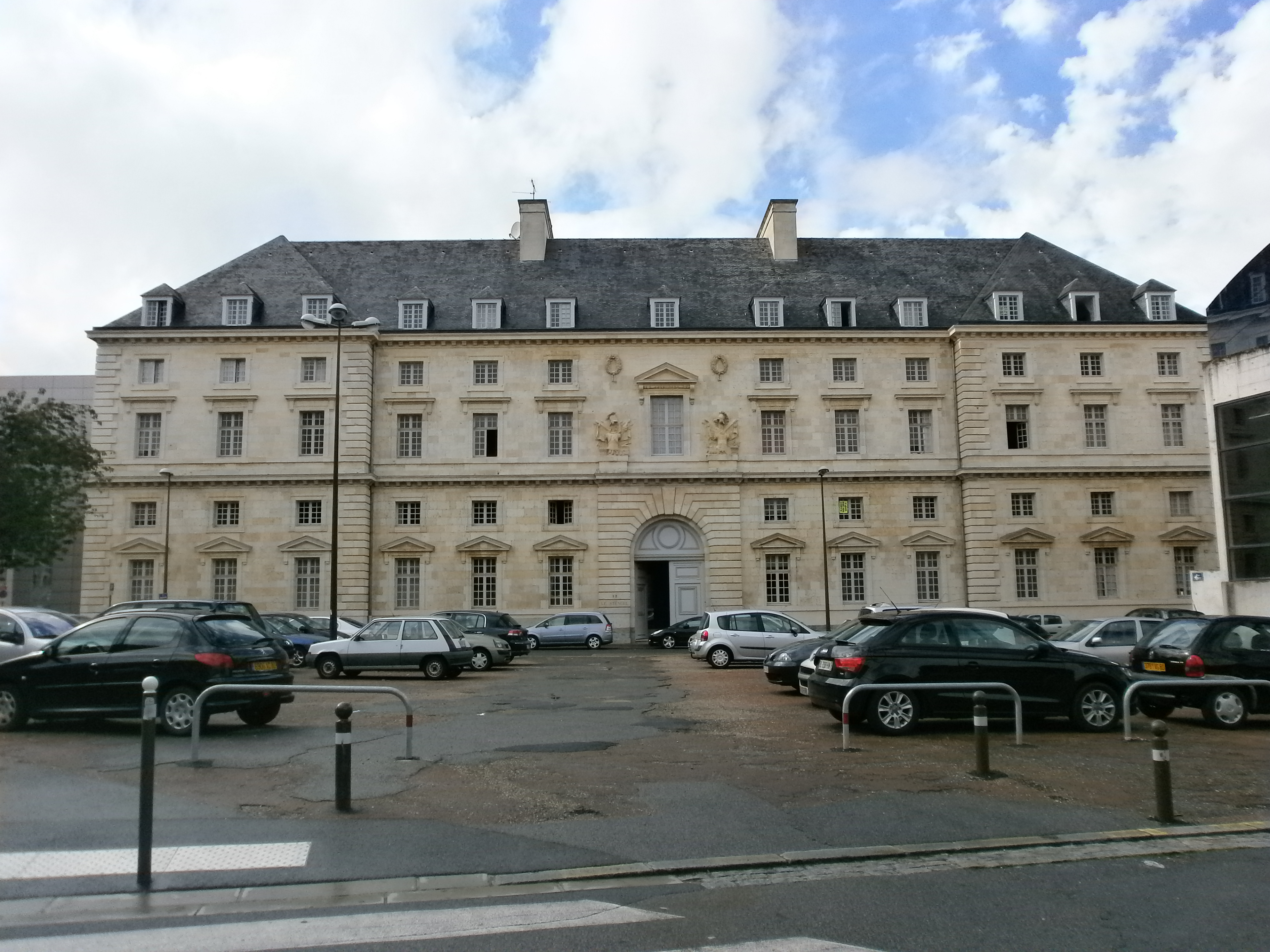
Caserma Stengel, ad Amiens
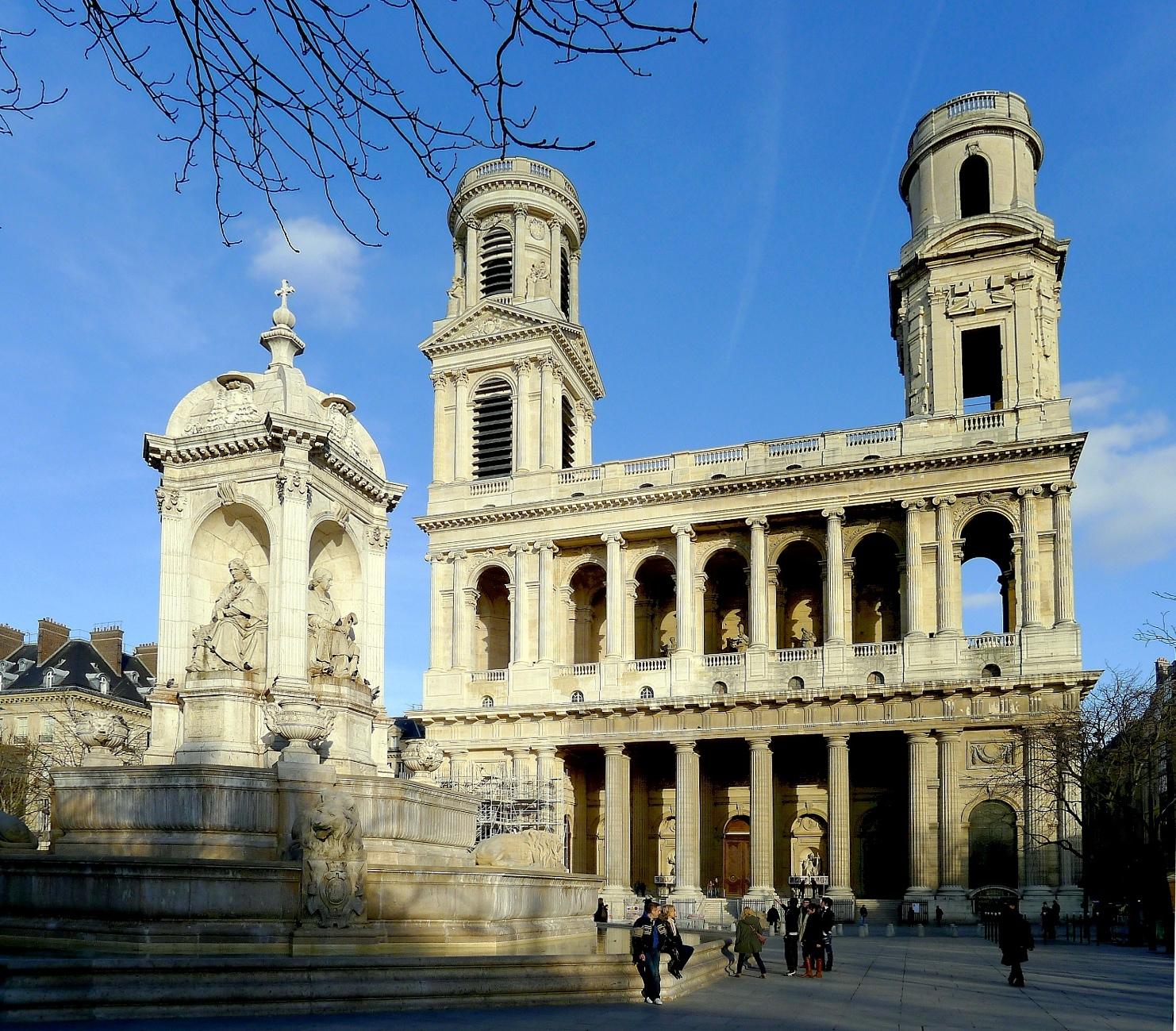
Chiesa di Saint-Sulpice, a Parigi, con la torre sud costruita da Oudot de Maclaurin
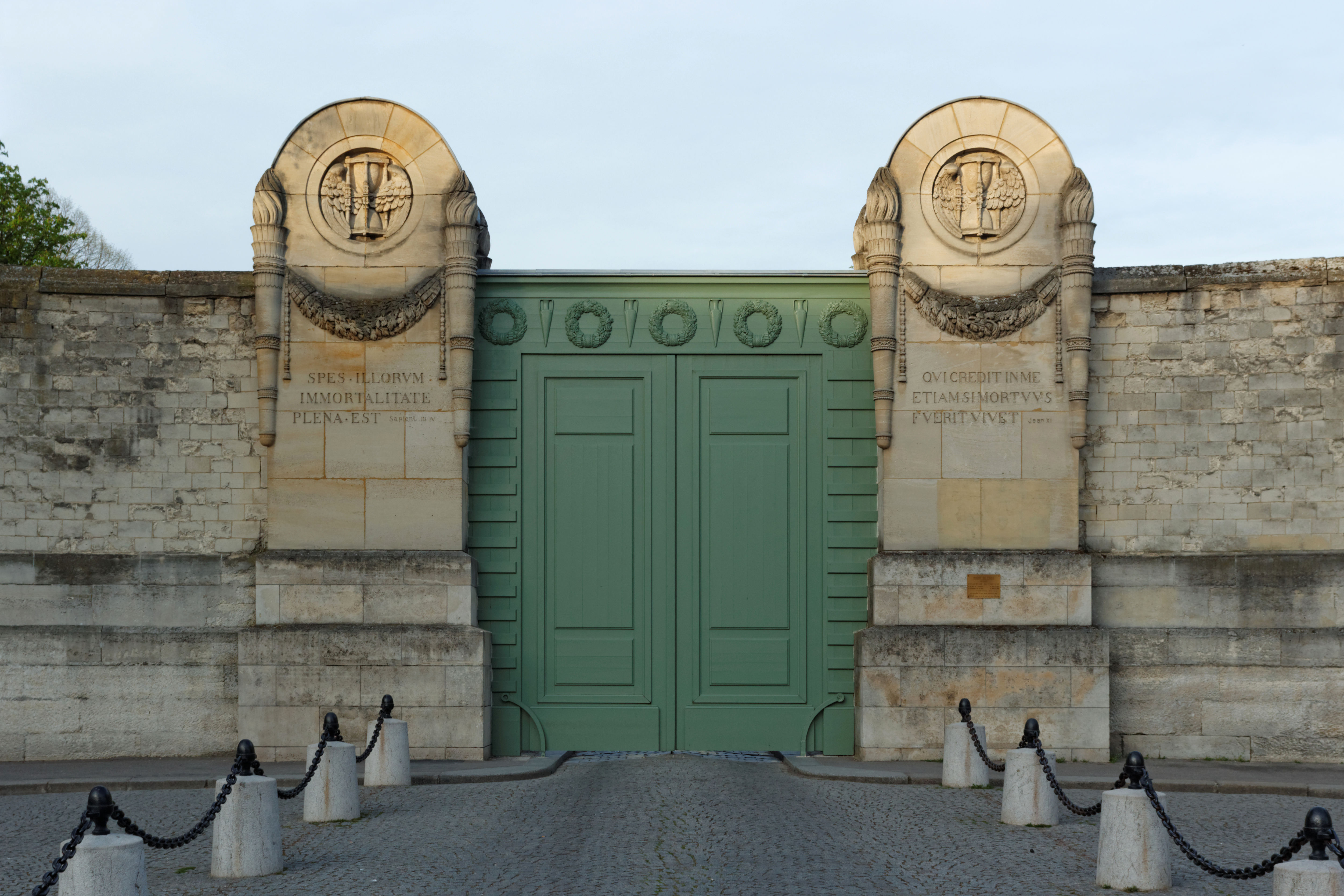
Ingresso principale del Père-Lachaise copia del portale del cimitero di Saint-Sulpice
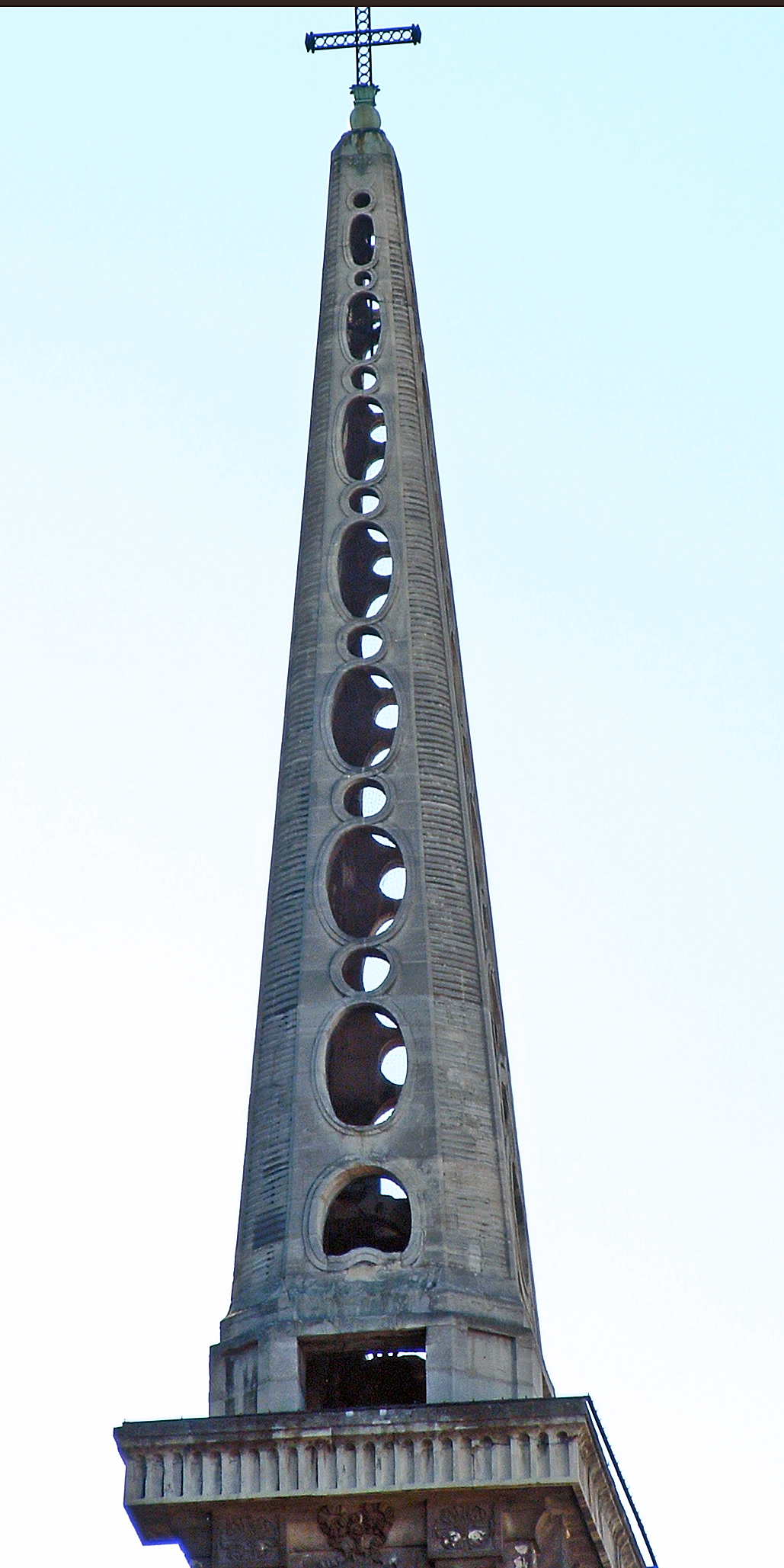
Chiesa di Saint-Louis-en-l'ïle - L'obelisco del campanile